# Хаджибаев, Абдурахим Газиевич
Абдурахим Газиевич Хаджибаев (02.10.1934-08.01.2003) — советский и таджикский учёный в области экономики АПК, член-корреспондент ВАСХНИЛ (1991).

## Биография
Родился в с. Костакоз Гафуровского района Таджикской ССР. Окончил Саратовский экономический институт (1957).
- 1957—1978 младший, старший научный сотрудник, заведующий сектором трудовых ресурсов Совета по изучению производственных сил АН ТаджССР.
- 1978—1985 заведующий отделом экономики, заместитель директора по научной работе Таджикского НИИ «Земледелие»,
- 1985—1993 директор НИИ экономики и организации с.-х. производства.
- 1993—2000 вице-президент Таджикской Академии с.-х. наук.

Научная сфера — развитие региональной аграрной экономики, демография трудовых ресурсов, экономика сельского хозяйства.
Доктор экономических наук (1982), профессор (1988), член-корреспондент ВАСХНИЛ (1991), академик Таджикской академии с.-х. наук (1994).
Награждён Почётной грамотой Президиума Верховного Совета Республики Таджикистан (1976), юбилейной медалью «За доблестный труд. В ознаменование 100-летия со дня рождения Владимира Ильича Ленина» (1970).
Опубликовал более 100 научных трудов, в том числе 35 книг и брошюр.
Сочинения:
- Резервы повышения производительности труда в хлопководстве / АН ТаджССР. Совет по изучению производит. сил. — Душанбе: Дониш, 1966. — 79 с.
- Актуальные проблемы воспроизводства населения и эффективного использования трудовых ресурсов Таджикской ССР [Текст] / Под ред. чл.-кор. АН ТаджССР, проф. Р. К. Рахимова ; АН ТаджССР. Совет по изучению производит. сил. - Душанбе : Дониш, 1976. - 253 с., 3 л. табл. : ил.; 27 см.
- Использование трудовых ресурсов в сельском хозяйстве Таджикистана [Текст] / Н. Н. Шатских, А. Г. Хаджибаев ; Отв. ред. Х. Ахтамов ; АН Тадж. ССР. Совет по изучению производит. сил. - Душанбе : Дониш, 1969. - 122 с. : граф., карт.; 21 см.